# Quercus brandisiana
Quercus brandisiana är en bokväxtart som beskrevs av Wilhelm Sulpiz Kurz. Quercus brandisiana ingår i släktet ekar, och familjen bokväxter. Inga underarter finns listade.